# Zoran Kvržić
Zoran Kvržić (* 7. August 1988 in Teslić, SFR Jugoslawien) ist ein bosnischer Fußballspieler.

## Karriere

### Verein
Kvržić begann seine Karriere bei den heimischen Vereinen FK Rudar Stanari sowie FK Proleter Teslić. Im Sommer 2009 wechselte er nach Kroatien. Mit seinem neuen Club NK Naftaš HAŠK Zagreb stieg er 2010 in die zweite kroatische Liga auf. Nach nur einer Saison wechselte er zum Erstligisten NK Osijek. Sein Debüt in der 1. Liga bestritt er am 21. August 2010, dem 5. Spieltag. Beim 2:1-Erfolg über den NK Istra 1961 wurde er in der 69. Minute für Vedran Jugović eingewechselt. Mit einem Distanzschuss erzielte er in der 89. Minute seinen ersten Treffer. Im Februar 2013 wurde er von HNK Rijeka verpflichtet. In der Rückrunde wurde er aber an NK Osijek ausgeliehen. In der Saison 2013/14 überstand er mit HNK Rijeka die Qualifikation für die Europa League. In der Qualifikation schoss er beim 2:1-Erfolg gegen den VfB Stuttgart die zwischenzeitliche 2:0-Führung für Rijeka. 2014 gewann er mit dem kroatischen Pokal dann auch seinen ersten Titel. Zur Saison 2015/2016 wurde Kvržić nach Italien, in die Serie B zu Spezia Calcio ausgeliehen. Die Spielzeit 2016/17 verbrachte er erneut auf Leihbasis, diesmal beim moldawischen Erstligisten Sheriff Tiraspol. Dort gewann er das Double aus Meisterschaft und Pokal. Dann spielte er bis 2020 weiter für Rijeka, gewann zwei weitere Pokale und ging dann zu Kayserispor in die türkische Süper Lig. Ein Jahr später wechselt er zurück nach Kroatien und schloss sich dem Erstligisten NK Slaven Belupo Koprivnica an.
Von Anfang 2023 bis Sommer 2023 stand er beim Ligarivalen HNK Šibenik unter Vertrag. Im Juli 2023 wechselte Kvržić zum FK Borac Banja Luka in die Premijer Liga. Mit dem Verein wurde er in seiner ersten Spielzeit gleich Meister und zudem wurde das Finale im Bosnisch-herzegowinischen Fußballpokal erreicht. 

### Nationalmannschaft
Für bosnische A-Nationalmannschaft stand er erstmals am 16. Dezember 2011 beim Freundschaftsspiel gegen Polen auf dem Platz. Bei der 0:1-Niederlage im türkischen Antalya wurde Kvržić in der 56. Minute für Duško Sakan eingewechselt. Anschließend kam er in unregelmäßigen Abständen zu weiteren Einsätzen und bis zu seiner letzten Nominierung 2020 bestritt er insgesamt acht Länderspiele.

## Erfolge
- Kroatischer Pokalsieger: 2014, 2019, 2020
- Kroatischer Fußball-Supercup-Sieger: 2014
- Moldauischer Meister: 2017
- Moldauischer Pokalsieger: 2017
- Bosnisch-herzegowinischer Meister: 2024